# Régis Ovion
Pour les articles homonymes, voir Ovion et Régis.
Régis Ovion est un coureur cycliste français, né le 3 mars 1949 à Vigneux-sur-Seine.

## Biographie
Chez les amateurs, Régis Ovion est champion de France de poursuite militaire en 1969. En 1970, il remporte le Tour de Guadeloupe mais surtout la Route de France, course par étapes réputée dans cette catégorie. En 1971, il confirme en remportant une étape du Tour de Pologne, deux étapes du Grand Prix Guillaume Tell, Paris-Mantes et la Route de France, pour la deuxième année consécutive. Au cours du mois de septembre, il devient champion du monde sur route devant Freddy Maertens puis gagne le Tour de l'Avenir, avec plus de 13 minutes sur son second (F. Den Hertog - HOL) et plus de 17 minutes sur le troisième (J. Hava - TCH).
Il devient professionnel le 1er octobre 1972, après ses brillants résultats chez les amateurs. Dans la foulée, il est deuxième du championnat de France 1973 et vainqueur en 1975 de cette épreuve disputée à Limoges devant environ 25 000 spectateurs. 
Vainqueur de la 13e étape du Tour de France 1976, il est déclassé pour dopage au profit de Willy Teirlinck. 
Le routier tricolore, athlète de 1,77 m pour 68 kg, obtient finalement 21 victoires chez les professionnels.
Il arrête sa carrière en 1982.

## Palmarès sur route

### Palmarès amateur
- 1967
  - Paris-Montereau
- 1968
  - Grand Prix de Boulogne
- 1969
  - 2e du championnat de France du contre-la-montre par équipes
- 1970
  - Route de France :
    - Classement général
    - 5eb étape (contre-la-montre)

  - 4e étape de Paris-Saint-Pourçain (contre-la-amontre)
  - Tour de Guadeloupe
  - 2e de Paris-Rouen
  - 2e de Paris-Dreux
  - 2e de Montereau-Sens-Montereau
  - 2e du Tour des Yvelines
  - 3e de Paris-Saint-Pourçain
- 1971
  - Champion des champions français de L'Equipe
  -  Champion du monde sur route amateurs
  - Palme d'or Merlin-Plage
  - Tour de l'Avenir :
    - Classement général
    - 7e et 11ea (contre-la-montre) étapes

  - 12e étape du Tour de Pologne
  - 1reb et 4ea étapes du Grand Prix Guillaume Tell (contre-la-montre)
  - Route de France :
    - Classement général
    - 4e et 5eb (contre-la-montre) étapes

  - Paris-Mantes
  - 2e de Paris-Rouen
  - 2e du Tour de l'Yonne
  - 2e du Grand Prix de France
  - 2e de Paris-Ézy
  - 3e du championnat d’Île-de-France sur route
- 1972
  - Paris-Nantes
  - Paris-Épernay
  - Grand Prix d'Issoire
  - Circuit de la Sarthe :
    - Classement général
    - Prologue

  - 1re et 5eb étapes du Tour de l'Aude
  - Souvenir Daniel-Fix
  - 2e du championnat de France du contre-la-montre par équipes
  - 2e de Paris-Ézy
  - 2e de Paris-Auxerre
  - 3e du championnat de France sur route amateurs

### Palmarès professionnel
| - 1973 - Promotion Pernod - 4e étape du Critérium du Dauphiné libéré - Course de côte d’Allevard (contre-la-montre) - 2e du championnat de France sur route - 3e du Prestige Pernod - 4e de Paris-Nice - 4e du Critérium du Dauphiné libéré - 5e de Liège-Bastogne-Liège - 7e des Quatre Jours de Dunkerque - 7e du Tour de Lombardie - 10e du Tour de France - 10e du championnat du monde sur route - 1974 - 2e de Paris-Bourges - 1975 - Champion de France sur route - Grand Prix de Nice - 3e du Prestige Pernod - 5e du Grand Prix des Nations - 7e du championnat du monde sur route | - 1976 - 3eb étape du Tour de l'Oise - 3eb étape du Tour de Corse - 6e de Bordeaux-Paris - 7e de Liège-Bastogne-Liège - 1977 - Tour de Corse - 1978 - Paris-Bourges - 1979 - 2e de Paris-Bourges - 1980 - 1re étape du Critérium national - 2e du Trophée des grimpeurs - 3e du Critérium national - 1981 - 4e étape du Tour de l'Avenir - 1982 - 3e du Circuit du Sud-Est |  |

### Résultats sur les grands tours

#### Tour de France

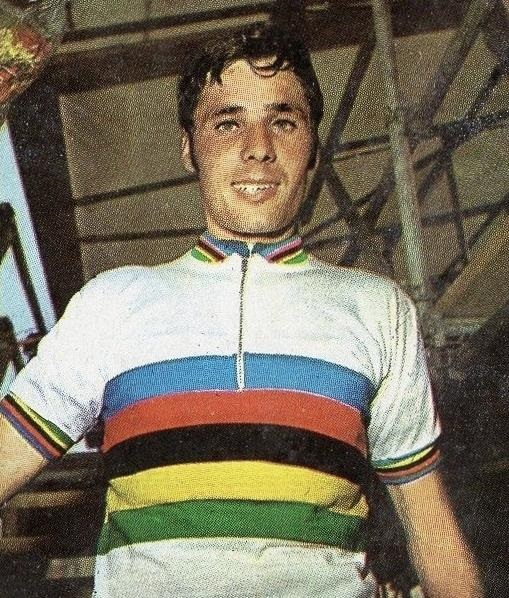
Régis Ovion en 1972.

8 participations
- 1973 : 10e
- 1974 : 34e
- 1975 : 28e
- 1976 : 28e
- 1977 : 24e
- 1978 : abandon (17e étape)
- 1980 : 15e
- 1981 : 29e

#### Tour d'Espagne
1 participation
- 1974 : 15e

## Palmarès sur piste

### Championnats de France
- 1969
  -  Champion de France des militaires de poursuite
- 1971
  -  Champion de France de poursuite par équipes
  - 2e de la poursuite